# Frösö skans
Frösö skans uppfördes under Baltzarfejden 1611 i anslutning till Kungsgården på Frösön i Jämtland och benämns även Frösöholm. 
Den bestod av tre jordvallar i en rektangulär plan vars fjärde sida utgjordes av Storsjöns vatten, som drogs in i djupa gravar kring låga bastioner. 
Skansen förstärktes 1655–1657. År 1657 erövrades den av norrmännen efter sex veckors belägring. Frösö skans belägrades ett flertal gånger och raserades på 1670-talet. 
Skansen ersattes 1710-1713 av Cronstads skans, som huvudsakligen utgjorde ett militärförråd.